# Château de Tarbert
Le château de Tarbert est situé sur la rive sud de Tarbert Bay, à Tarbert, en Argyll, en Écosse, à l'extrémité nord de Kintyre. Le château de Tarbert est une forteresse royale stratégique au Moyen Âge et un des trois châteaux de Tarbert. Le château permet de surveiller le port et bien qu'il date d'avant le XIVe siècle, les tours datent de 1494 et de la visite de Jacques IV d'Écosse dans les Western Highlands.

## Histoire
En 712, Tarbert « Tairpert Boiter  est brûlé par le roi Selbach mac Ferchair de Cenél Loairn et de Dalriada et en 731 par son fils, Dúngal mac Selbaich.
Le roi Édouard II d'Angleterre prend le contrôle du château au roi écossais Jean d'Écosse en 1292. Une structure fortifiée est construite à Talbert au XIIIe siècle. Elle est renforcée par l'ajout de tours dans les années 1320 par Robert the Bruce, pour le protéger des seigneurs des Îles. Un donjon est ajouté au XVIe siècle, et constitue aujourd'hui le principal élément restant. Le château occupe les terres au-dessus de Loch Fyne, et a une bonne vue sur East Loch Tarbert et de l'autre côté sur le Firth of Clyde. Ce château est pris à John II MacDonald d'Islay, Seigneur des Îles par Jacques IV d'Écosse au cours de sa campagne visant à détruire le pouvoir des seigneurs des Îles en 1494. En 1687 le château est impliqué dans une autre bataille lorsque Walter Campbell du château de Skipness s'en empare pour en faire une place forte pour Archibald Campbell alors qu'il mène une campagne de soutien de la Rébellion de Monmouth en Angleterre.
On trouve aujourd'hui seulement quelques murs encore debout, mais ils sont considérés comme instables. Le château offre une très belle vue sur l'eau environnante.

## Connétables du château de Tarbert
- John de Lany 1326[2]
- Charles MacAlister 1481